# Vasilīs Lypīridīs
Vasilīs Lypīridīs (in greco Βασίλης Λυπηρίδης?; Edessa, 1º gennaio 1967) è un ex cestista greco.

## Carriera
Con la Grecia ha disputato i Campionati mondiali del 1990 e i Campionati europei del 1991.

## Palmarès
- Campionato greco: 6

Aris Salonicco: 1985-86, 1986-87, 1987-88, 1988-89, 1989-90, 1990-91
- Coppa di Grecia: 5

Aris Salonicco: 1986-87, 1987-88, 1988-89, 1989-90, 1991-92
- Coppa d'Europa: 1

Aris Salonicco: 1992-93